# 图鲁韦凯雷
图鲁韦凯雷（Turuvekere），是印度卡纳塔克邦Tumkur县的一个城镇。总人口13275（2001年）。

## 人口
该地2001年总人口13275人，其中男性6844人，女性6431人；0—6岁人口1487人，其中男766人，女721人；识字率73.34%，其中男性为77.79%，女性为68.61%。